# 7 aprile
Il 7 aprile è il 97º giorno del calendario gregoriano (il 98º negli anni bisestili). Mancano 268 giorni alla fine dell'anno.

## Eventi
- 30 – Data della morte di Gesù secondo il vangelo di Giovanni;
- 529 – Con la costituzione Summa rei publicae, Giustiniano I annuncia il compimento del Codice giustinianeo;
- 924 – Verona: davanti alla Chiesa di San Pietro, Rodolfo II di Borgogna fa assassinare Berengario I, primo re d'Italia, il quale lo aveva spodestato dopo la vittoria di Fiorenzuola[1];
- 1167 – A Pontida i delegati delle città di Bergamo, Brescia, Cremona, Mantova e Ferrara si riuniscono e fondano la Lega Lombarda per contrastare Federico I di Hohenstaufen, detto il Barbarossa;
- 1300 – Dante Alighieri si perde nella «selva oscura» e inizia il suo viaggio nei tre mondi dell'aldilà di cui parlerà nella Divina Commedia[2];
- 1317 – A Napoli, nella Chiesa di San Lorenzo Maggiore, viene canonizzato Ludovico di Tolosa, per intercessione di suo fratello, re Roberto d'Angiò, presso il pontefice francese Giovanni XXII;
- 1348 – Viene fondata l'Università di Praga[3];
- 1513 – Turchia: viene realizzata la Mappa di Piri Reis, una mappa del mondo, dell'ammiraglio ottomano Piri Reìs;
- 1520 – Il corpo di Raffaello Sanzio viene tumulato nella Cappella della Madonna del Sasso al Pantheon[4];
- 1655 – Viene eletto papa Alessandro VII
- 1767 – I birmani della dinastia Konbaung espugnano e radono al suolo Ayutthaya dopo diversi mesi di assedio, ponendo fine al Regno di Ayutthaya, nell'odierna Thailandia, che da oltre quattro secoli dominava l'Indocina centrale[5];
- 1795 – La Francia adotta il metro come unità di misura;
- 1805 – Prima esecuzione in pubblico della terza sinfonia di Ludwig van Beethoven, conosciuta come Eroica;
- 1820 – Il generale venezuelano Simón Bolívar inizia la liberazione dell'Ecuador[senza fonte];
- 1831 – Pietro IV del Portogallo, imperatore del Brasile, abdica a favore del figlio Pietro II del Brasile[6];
- 1862 – Guerra di secessione americana: l'armata unionista del generale Ulysses S. Grant sconfigge le truppe confederate presso Shiloh (Tennessee) mettendo fine alla battaglia di Shiloh;
- 1875 – New York, inaugurazione della prima scuola per figli di emigrati italiani[senza fonte];
- 1916 – Prima guerra mondiale: nel cielo di Medeuzza, Francesco Baracca ottiene la sua prima vittoria nonché la prima vittoria in assoluto della caccia italiana colpendo un Aviatik austriaco che è costretto ad atterrare[7];
- 1920 – Eccidio di Piazza Grande: i Regi Carabinieri spararono sui lavoratori in sciopero riuniti in Piazza Grande a Modena per un comizio indetto dalle due Camere del Lavoro presenti in città, quella socialista e quella anarchica, causando cinque morti;
- 1926 – Muore il deputato Giovanni Amendola in seguito all'aggressione degli squadristi fascisti di Carlo Scorza;
- 1927 – Prima trasmissione televisiva a lunga distanza fra Washington e New York: viene trasmessa l'immagine del ministro per il Commercio USA Herbert Hoover[senza fonte];
- 1933
  - Il cancelliere della Germania nazista Adolf Hitler promulga la prima legge antisemita, che esclude gli ebrei dagli uffici pubblici[8];
  - Entra in vigore negli USA il Cullen-Harrison Act che pone fine al Proibizionismo; nell'anniversario si celebra il National Beer Day;
- 1939 – Periodo interbellico: l'Italia invade l'Albania[9];
- 1940 – Booker T. Washington diviene il primo afro-americano a essere effigiato su un francobollo degli USA[senza fonte];
- 1943 – Albert Hofmann sintetizza in laboratorio l'LSD (Lysergic acid diethylamide);
- 1944 – Bombardamento anglo-americano su Treviso;
- 1944 – Strage della Benedicta da parte dei nazi-fascisti;
- 1944 – Eccidio di Fragheto per opera dei nazi-fascisti;
- 1945 – La nave da guerra Yamato viene affondata 200 miglia a nord di Okinawa mentre è in rotta per una missione suicida;
- 1948 – L'ONU istituisce l'Organizzazione mondiale della sanità;
- 1953 – Dag Hammarskjöld viene eletto segretario generale delle Nazioni Unite;
- 1954 – Il presidente statunitense Dwight D. Eisenhower parla della Teoria del domino durante una conferenza stampa[10];
- 1956 – La Spagna rinuncia al protettorato sul Marocco[11];
- 1963 – La Jugoslavia è proclamata repubblica socialista;
- 1964 – La IBM produce il System/360;
- 1968 – Il pilota di Formula 1 Jim Clark muore in un incidente durante una corsa di Formula 2 all'Hockenheimring in Germania;
- 1969 – La pubblicazione del primo RFC (Request for comments) fissa la data simbolica di nascita di Internet (nata come parte del più generale progetto ARPANET)[senza fonte];
- 1973
  - Riapertura al pubblico del Corridoio vasariano, che collega gli Uffizi a Palazzo Vecchio, dopo i restauri per rimediare ai danni dei bombardamenti della seconda guerra mondiale[12];
  - Sul treno direttissimo Torino-Roma un terrorista di 22 anni resta ferito per l'esplosione del detonatore della bomba che stava piazzando, programmata per esplodere alle ore 12:25[13] ;
- 1979
  - Il sostituto procuratore della Repubblica Pietro Calogero ordina l'arresto di un gruppo di dirigenti dei gruppi extraparlamentari Autonomia Operaia e Potere Operaio, fra cui Luciano Ferrari Bravo, Toni Negri, Franco Piperno, Oreste Scalzone ed Emilio Vesce, accusati di associazione sovversiva e insurrezione armata contro lo Stato e, per alcuni di loro, di aver preso parte al rapimento e all'uccisione di Aldo Moro (l'imputazione cade nel 1980); in sede giudiziaria, nota come il "Processo 7 aprile", Calogero sostiene che Toni Negri sia stato la "mente" delle Brigate Rosse, ma quasi tutte le accuse mosse agli arrestati vengono in seguito a cadere;
- 1980
  - Gli USA rompono le relazioni diplomatiche con l'Iran imponendo sanzioni economiche dopo che cittadini statunitensi sono tenuti in ostaggio dal 4 novembre 1979[senza fonte];
  - A L'Avana 10000 persone che vogliono lasciare il paese occupano l'ambasciata del Perù[14];
- 1983
  - Prima "passeggiata nello spazio" degli astronauti Story Musgrave e Donald Peterson fuori dallo Space shuttle per la durata di 4 ore e 10 minuti[senza fonte];
- 1989
  - La Corte di cassazione italiana stabilisce definitivamente il divieto di trasmettere in televisione i film vietati ai minori[15] ;
  - Il sottomarino sovietico K-278 Komsomolets affonda a causa di un incendio nel Mare di Barents al largo della costa norvegese, causando la morte di 42 marinai[senza fonte];
- 1990
  - A Vilnius 300000 simpatizzanti del movimento indipendentista Sąjūdis chiedono l'indipendenza della Lituania dall'URSS[senza fonte];
  - Scandalo Iran-Contra: John Poindexter viene riconosciuto colpevole, ma sarà poi riabilitato in appello[senza fonte];
- 1992
  - Scoppia la guerra civile in Bosnia ed Erzegovina;
  - Art Spiegelman riceve il Premio Pulitzer (categoria Premi speciali – Lettere) per la sua opera Maus; è la prima e finora unica volta che il Premio viene assegnato a un fumetto;
- 1994 – Inizia il massacro di Tutsi a Kigali, Ruanda;
- 1995 – Prima guerra cecena: le truppe paramilitari russe compiono il Massacro di Samashki;
- 1998
  - Il cantante George Michael viene arrestato da un poliziotto in borghese in una toilette pubblica di Beverly Hills per atti osceni in luogo pubblico;
  - Citicorp e Travelers Group annunciano l'intenzione di fondersi per dare vita al più grosso gruppo di servizi finanziari al mondo: il Citigroup;
- 1999 - Guerra del Kosovo: i confini del Kosovo vengono interdetti da forze serbe per prevenire l'uscita di cittadini albanesi[senza fonte];
- 2001 – Lancio di 2001 Mars Odyssey;
- 2002 – Viene corso il primo Gran Premio della MotoGP, vinto da Valentino Rossi sul tracciato di Suzuka;
- 2004 – La stampa francese dà notizia del ritrovamento al largo della Corsica dei resti dell'aeroplano dello scrittore francese Antoine de Saint-Exupéry, precipitato in mare il 31 luglio 1944;
- 2010 – Il presidente del Kirghizistan Kurmanbek Bakiyev fugge dal Paese durante le violente rivolte antigovernative nella capitale Bishkek;
- 2017 – Attentato di matrice islamica a Stoccolma: un camion travolge la folla, uccidendo cinque persone;
- 2018 – L'ex presidente brasiliano Lula, condannato a 12 anni di carcere per corruzione, si consegna spontaneamente alla polizia dopo che i suoi sostenitori glielo avevano impedito.

## Nati
Ci sono circa 1 170 voci su persone nate il 7 aprile; vedi la pagina Nati il 7 aprile per un elenco descrittivo o la categoria Nati il 7 aprile per un indice alfabetico.

## Morti
Ci sono circa 480 voci su persone morte il 7 aprile; vedi la pagina Morti il 7 aprile per un elenco descrittivo o la categoria Morti il 7 aprile per un indice alfabetico.

## Feste e ricorrenze

### Civili
Internazionali:
- Giornata mondiale della salute [16], in ricordo alla data dell'istituzione dell'Organizzazione mondiale della sanità (OMS) (7 aprile 1948)

Nazionali:
- Armenia – Giornata della mamma e della bellezza
- Mozambico – Giornata della donna mozambicana
- Ruanda – Giornata nazionale del genocidio

### Religiose
Cristianesimo:
- San Giovanni Battista de La Salle, sacerdote, protettore degli insegnanti
- Sant'Aiberto di Crespin, monaco
- San Calliopio, martire
- Sant'Egesippo, scrittore cristiano
- Sant'Enrico Walpole, gesuita martire
- Sant'Ermanno Giuseppe di Colonia, premostratense
- San Giorgio di Militene, vescovo
- Santi Martiri di Sinope
- San Pelusio, sacerdote e martire
- San Pietro Nguyen Van Luu, sacerdote e martire
- Santi Teodoro, Ireneo, Serapione e Ammone, martiri a Pentapoli in Libia
- Beato Alessandro Rawlins, sacerdote e martire
- Beato Cristoforo Amerio, cardinale
- Beato Edward Oldcorne, martire
- Beata Giosafata Hordaševska, fondatrice delle Ancelle della Beata Vergine Maria Immacolata
- Beata Maria Assunta Pallotta, francescana
- Beata Orsolina di Parma (Orsolina Veneri), vergine
- Beato Randolfo Ashley, gesuita martire

Religione romana antica e moderna:
- Natale di Castore e Polluce
- Ludi Megalesi, quarta giornata

Neopaganesimo slavo:
- Giorno della Dea Karna (in onore della divinità del pianto e del culto degli antenati)